# Церје Виводинско
Церје Виводинско (хрв. Cerje Vivodinsko) је насељено место у саставу града Озаљ, Карловачка жупанија, Хрватска.

## Историја
До територијалне реорганизације у Хрватској било је у саставу старе општине Озаљ.

## Становништво
У попису становништва из 2011. године, Церје Виводинско је имало 22 становника.
| Број становника према пописима | Број становника према пописима | Број становника према пописима | Број становника према пописима | Број становника према пописима | Број становника према пописима | Број становника према пописима | Број становника према пописима | Број становника према пописима | Број становника према пописима | Број становника према пописима | Број становника према пописима | Број становника према пописима | Број становника према пописима | Број становника према пописима | Број становника према пописима |
| ------------------------------ | ------------------------------ | ------------------------------ | ------------------------------ | ------------------------------ | ------------------------------ | ------------------------------ | ------------------------------ | ------------------------------ | ------------------------------ | ------------------------------ | ------------------------------ | ------------------------------ | ------------------------------ | ------------------------------ | ------------------------------ |
| 1857                           | 1869                           | 1880                           | 1890                           | 1900                           | 1910                           | 1921                           | 1931                           | 1948                           | 1953                           | 1961                           | 1971                           | 1981                           | 1991                           | 2001                           | 2011                           |
| 58                             | 61                             | 66                             | 74                             | 63                             | 61                             | 53                             | 51                             | 53                             | 47                             | 46                             | 54                             | 27                             | 51                             | 21                             | 22                             |

Напомена: До 1900. исказивано под именом Церје.